# Lastovo
Lastovo (italienisch Lagosta, deutsch veraltet Augusta) ist eine Insel südlich von Korčula in der kroatischen Adria. Die Insel liegt in der Gespanschaft Dubrovnik-Neretva. Lastovo ist neun Kilometer lang, sechs Kilometer breit und überwiegend gebirgig. Die höchste Erhebung ist der 417 Meter hohe Berg Hum. An den Hängen der Insel werden Wein, Oliven und Obst angebaut. Die Hauptorte sind der Fähr- und Naturhafen Ubli, die Inselhauptstadt Lastovo, Skrivena Luka (Portorus), Pasadur und Zaklopatica.
2006 wurde die Insel Lastovo, wie auch der umliegende Archipel, zum Naturpark Lastovo erklärt.

## Geschichte
Die Geschichte Lastovos als Teil Dalmatiens ist eng mit dessen Geschichte verbunden. Vor dem Jahr 1000 galt die Insel als Piratenunterschlupf, bis Venedig die Insel im Jahr 1000 nach einer erbitterten Schlacht eroberte.
1252 wurde Lastovo Teil der Republik Ragusa und erhielt bis ins 17. Jahrhundert innere Autonomie.
Ragusa wurde 1808 vom Napoleonischen Frankreich erobert und mitsamt Lastovos Teil der Illyrischen Provinzen.
Nach dem Wiener Kongress fiel die Insel 1815 als Teil des Königreichs Dalmatien an das Kaisertum Österreich. Nach dem Ersten Weltkrieg fiel Dalmatien 1919 dem Königreich der Serben, Kroaten und Slowenen zu. Lastovo wurde im Grenzvertrag von Rapallo allerdings 1920 dem Königreich Italien zugesprochen. Seit dem Ende des Zweiten Weltkriegs gehörte Lastovo zu Jugoslawien.
Im ehemaligen Jugoslawien unter der Tito-Regierung war die Insel genau wie Vis für Touristen aus militärischen Gründen nicht zugänglich.

## Tourismus
Lastovo ist von Dubrovnik über Šipan, (Mljet) und Korčula mit dem Festland verbunden. Die Linie wird von der G&V Line betrieben.
Für Segler ist Lastovo eine attraktive Zwischenstation auf dem Weg zwischen Split und Dubrovnik. Anker- und Festmachmöglichkeiten bestehen in den Buchten am westlichen Ende der Insel (Veli Lago und Mali Lago) sowie in den Häfen von Ubli, Pasadur und Zaklopatica. Auf der Insel existieren ein Hotel, zwei Campingplätze sowie zahlreiche Apartments. Der freie Blick von den Anhöhen der Insel Richtung Süden und die sehr geringe Lichtverschmutzung tragen dazu bei, dass Lastovo auch für Hobbyastronomen sehr vorteilhafte Bedingungen bietet. Messungen zeigen, dass der Nachthimmel über Lastovo sehr dunkel und die Sichtbarkeit der Milchstraße von der Insel aus sehr gut ist.
Eine besondere Attraktion ist der Karneval von Lastovo, der seit 1390 nachweislich belegt ist.

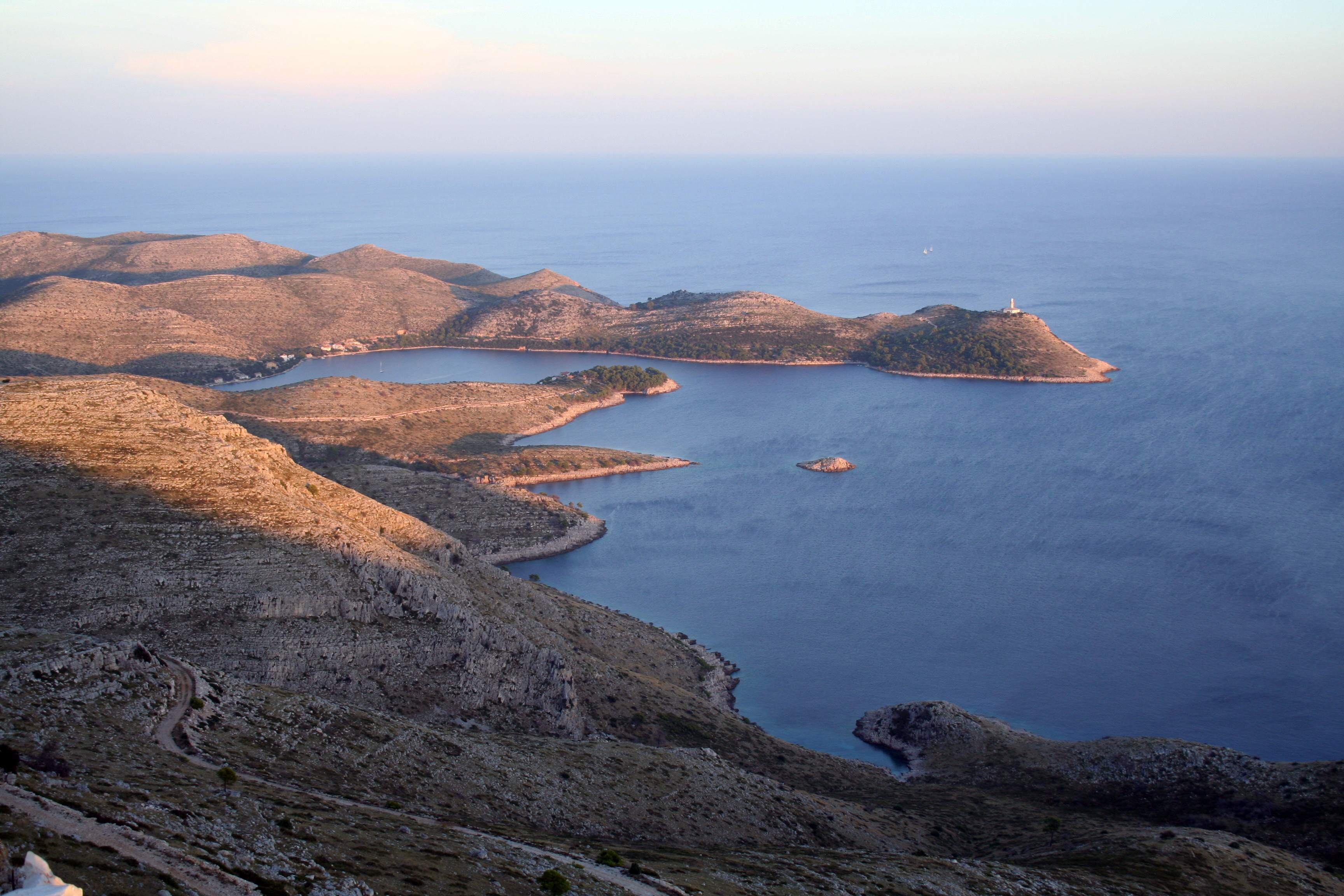
Halbinsel Struga, Lastovo
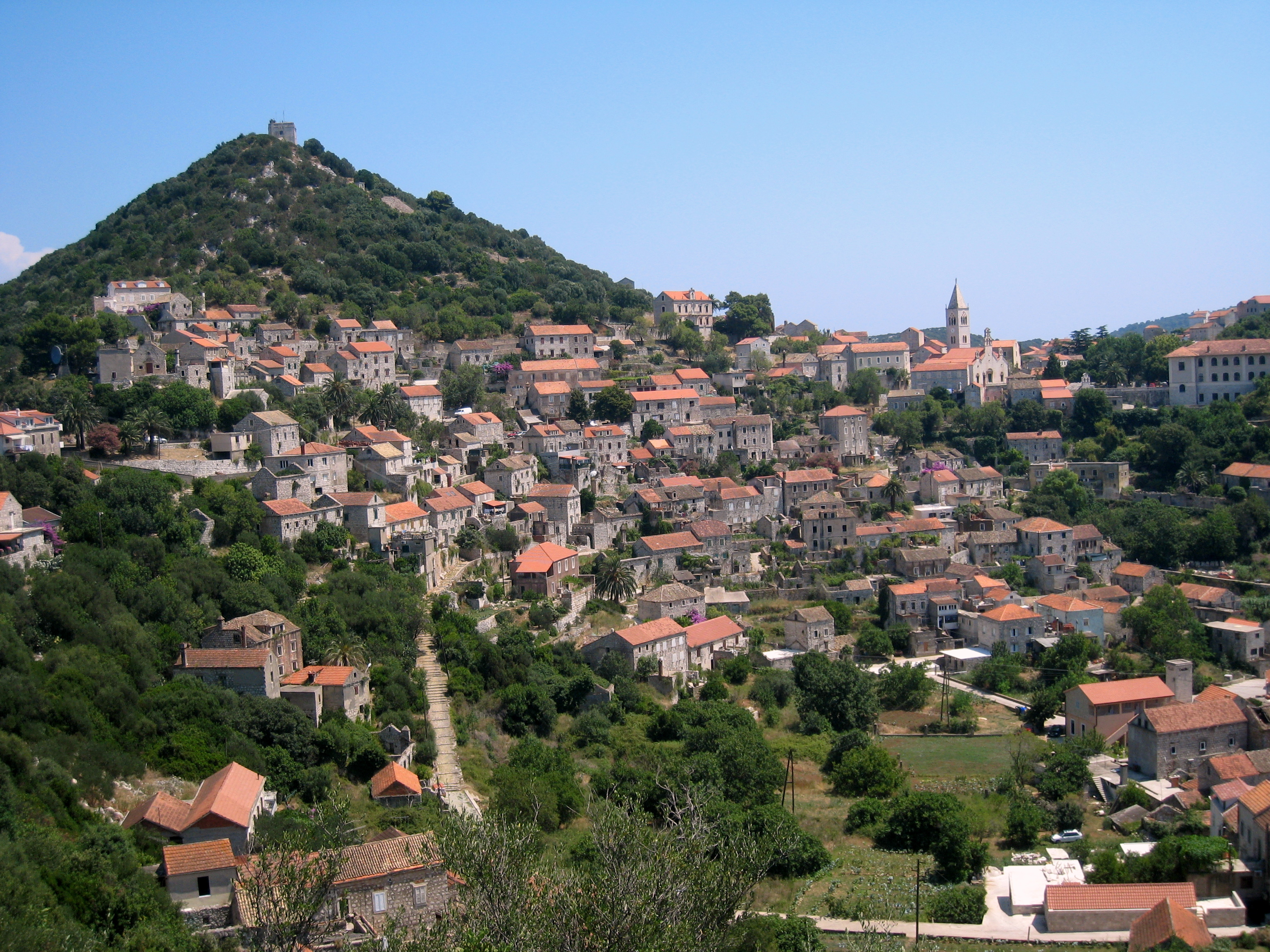
Lastovo, Ortsansicht
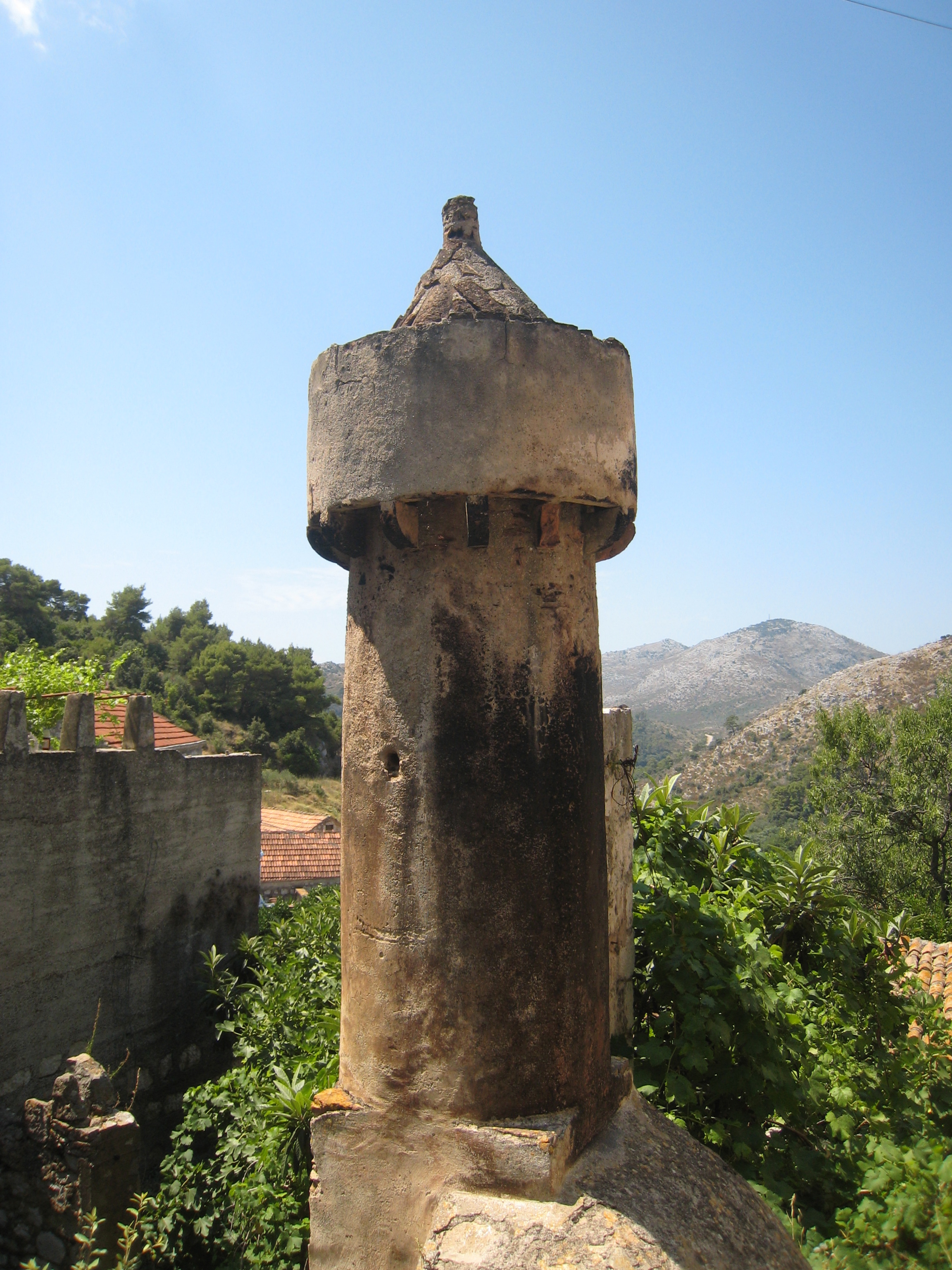
Fumari, typische Bauform von Hauskaminen auf Lastovo
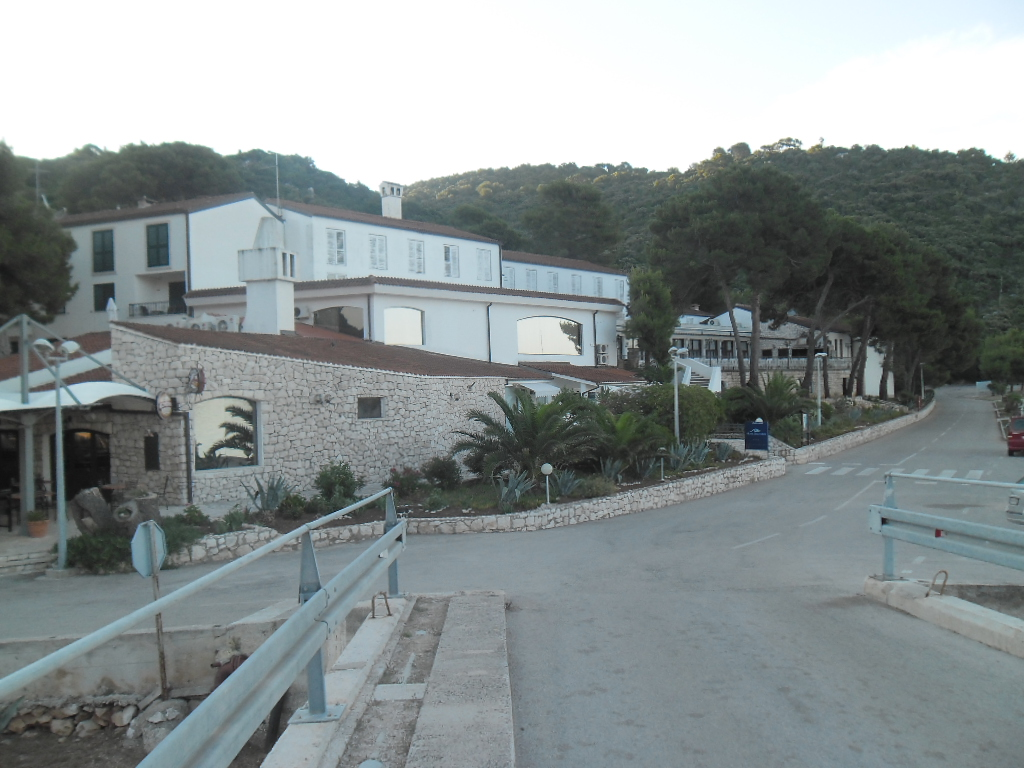
Hotel Solitudo in Pasadur